# 邵國華 (同志運動)
邵國華（英語：Roddy）是香港同志平權運動倡議者，香港性權會主席，擁有香港大學法律碩士，專攻人權法。曾就讀電腦學系，進入大型電訊公司工作，平步青雲，1994年更當老闆，開設IT顧問公司。但因為同志身份卻讓他成為遭體制歧視的二等公民，因此甘願放棄高薪厚職，當全職性權會主席，爭取同志平權。
自1999年開始代表當事人透過平等機會委員會投訴爭取權益，2001年與男友吳展鵬（Nelson）在美國佛蒙特州註冊，取得「Civil Union」證書，2003年赴加拿大多倫多取得結婚證書。現於香港城市大學擔任多元課程講師，他曾為香港同志社區聯席會議擔任同志法律與政策小組召集人，並且創立法律維權組織性權會。他更透過人權論壇、少數性傾向人士論壇，以及少數族裔人士論壇，向香港特區政府提供顧問意見。